# Дембоґура (Чарнковсько-Тшцянецький повіт)
Дембоґура (пол. Dębogóra, нім. Eichberg) — село в Польщі, у гміні Велень Чарнковсько-Тшцянецького повіту Великопольського воєводства.
Населення — 258 осіб (2011).
У 1975-1998 роках село належало до Пільського воєводства.

## Демографія
Демографічна структура станом на 31 березня 2011 року:
|          | Загалом | Допрацездатний вік | Працездатний вік | Постпрацездатний вік |
| -------- | ------- | ------------------ | ---------------- | -------------------- |
| Чоловіки | 132     | 27                 | 99               | 6                    |
| Жінки    | 126     | 30                 | 74               | 22                   |
| Разом    | 258     | 57                 | 173              | 28                   |